# Brauerei Rhenania

Das Logo

Die Brauerei Rhenania war eine Brauerei mit Sitz in Krefeld. Sie war zuletzt vor allem für ihr Altbier, das Rhenania Alt, bekannt.

## Geschichte
Hermann Josef Wirichs kaufte 1838 die Hausbrauerei Et Bröckske in Krefeld und führte sie als Rhenania Brauerei. Robert Wirichs, der Sohn des Gründers, übernahm 1876 die Brauerei. Im Jahre 1888 zog sie nach Krefeld-Königshof, da die bisherige Hausbrauerei zu klein wurde. Die Gaststätte Et Bröckske, ein traditionelles Krefelder Bierlokal, bestand weiter im Familienbesitz. In den folgenden Jahren expandierte die Brauerei immer weiter, so wurden unter anderem 1916 die Union-Brauerei in Krefeld, 1919 die Thomas-Brauerei Peter Schmitz in Kempen und 1932 Brauerei Gebr. Bacher in Meerbusch-Osterath übernommen.
Bis 1980 wurden neben Altbier noch andere Sorten wie z. B. Pils und Hell-Export produziert. in den 1990er Jahren gab es dann noch neben Rhenania Alt die Sorten Wirichs Light (alkoholreduziert) und Krefelder (Biermischgetränk mit Cola). Dem allgemeinen Trend folgend nahm die Nachfrage nach Altbier immer weiter ab.
Am 28. Februar 2002 endete die Produktion von Rhenania Alt in Krefeld. Die Brauerei Rhenania Robert Wirichs verkaufte die Marken-, Brau- und Lieferrechte an die Krombacher Brauerei, mit der schon länger ein Vertriebsverbund bestand. Krombacher verlagerte die Produktion der Marke Rhenania Alt zur Eichener Brauerei in Kreuztal und ab 2008 zur ebenfalls zu Krombacher gehörenden Rolinck Brauerei in Steinfurt.
Der Brauereistandort Krefeld, der ursprünglich geschlossen werden sollte, wird seit 2003 als Brauerei Königshof weitergeführt.

## Sorten
- Rhenania Alt
- Rhenania Pils (vor 1980)
- Rhenania Hell-Export (vor 1980)
- Wirichs Light (alkoholreduziertes Altbier)
- Rhenania Krefelder (Biermischgetränk mit Karamell)